# エドウィン・ユービレス
エドウィン・ユービレス（Edwin Ubiles、1986年11月26日 - ）は、アメリカ合衆国出身のバスケットボール選手である。ポジションはシューティングガード、スモールフォワード。
シエナ大学を卒業後、3ヶ国でプレー。その後来日し、京都ハンナリーズに入団。